# سراماتزونی
سراماتزونی (به ایتالیایی: Serramazzoni) یک کومونه در ایتالیا است که در استان مودنا واقع شده‌است. سراماتزونی ۹۳٫۴ کیلومتر مربع مساحت و ۸٬۲۵۳ نفر جمعیت دارد و ۷۹۱ متر بالاتر از سطح دریا واقع شده‌است.